# Huta-Eațkovețka, Dunaiivți
Huta-Eațkovețka (în ucraineană Гута-Яцьковецька) este localitatea de reședință a comunei Huta-Eațkovețka din raionul Dunaiivți, regiunea Hmelnîțkîi, Ucraina.

## Demografie
Componența lingvistică a localității Huta-Eațkovețka
     Ucraineană (99,47%)
     Alte limbi (0,26%)
Conform recensământului din 2001, majoritatea populației localității Huta-Eațkovețka era vorbitoare de ucraineană (99,47%), existând în minoritate și vorbitori de alte limbi.